# Максимилиан фон Вайкс
Максимилиан Мария Йозеф Карл Габриел Ламорал Райхсфрайхер фон Вайкс цу Глон (на немски: Maximilian Maria Joseph Karl Gabriel Lamoral Reichsfreiherr von Weichs zu Glon) е немски фелдмаршал от времето на Втората световна война.

## Биография

### Ранен живот и Първа световна война (1914 – 1918)
Роден на 12 ноември 1881 г. в семейство на благородници в Десау, Германия. Син на полковник от армията.
Военната му кариера започва през 1900 г., когато постъпва в баварската армия като фаненюнкер. От 1915 до 1918 г., в годините на Първата световна война, служи в щаба на 3-ти баварски корпус.

#### Междувоенен период
След войната постъпва в новосъздадения Райхсвер като инструктор. През 1928 г. поема командването на 18-и кавалерийски полк, през 1933 г. на 2-ра кавалерийска дивизия, а след това генерал-полковник Лудвиг Бек го назначава за командир на 1-ва танкова дивизия. През 1936 г. е издигнат в чин генерал от кавалерията. През октомври 1937 г. поема 13-и военен окръг и 13-и корпус. Участва в окупацията на Судетската област (Sudetenland) през 1938 г.

### Втора световна война (1939 – 1945)
По време на нападението над Полша през 1939 г. е назначен за командващ на военния корпус „Вайкс“, кръстен на негово име.
След капитулацията на Полша, участва в подготовката на немската инвазия във Франция. Назначен е за командир на 2-ра армия, част от група армии „А“, с главнокомандващ фелдмаршал Герд фон Рундщет). За заслугите му във френската кампания е награден с Рицарски кръст и е повишен в генерал-полковник.
През 1941 г. Вайкс участва в „Балканската кампания“ (като главнокомандващ на инвазията в Гърция) и в подготовката на операция Барбароса. При нападението над СССР е командир на 2-ра армия, част от група армии „Център“, командвана от генерал-фелдмаршал Федор фон Бок. Вайкс ръководи армията си в битката за Киев, битката за Смоленск, по-късно и в битките за Вязма и Брянск.
През декември 1941 г., по време на битката за Москва, се разболява. През януари 1942 г., след смъртта на фелдмаршал Валтер фон Райхенау, поема за кратко командването на група армии „Юг“. Между юли 1942 и юли 1943 г. командва група армии „Б“. На 1 февруари 1943 г. е издигнат в чин фелдмаршал. През август 1943 г. е назначен за главнокомандващ на група армии „Ф“, дислоцирана на Балканите с цел да предотврати евентуално нахлуване на Съюзниците. Води ожесточени битки с партизаните в Югославия и Гърция.
През 1944 година напуска полуострова и е изпратен в Източна Германия. На 25 март 1945 г. е пенсиониран по заповед на Хитлер. През май същата година е арестуван от американските военни.

#### Смърт
Изправен е пред Нюрнбергския процес, където срещу него са повдигнати обвинения за военни престъпления, основно за операциите, извършени срещу партизаните. Поради тежко здравословно състояние не получава присъда.
Умира на 27 юни 1954 година в Бург Рьозберг, село в покрайнините на Бон на 73 години.

## Военна декорация
- Германски орден „Железен кръст“ (1914) – II (20 септември 1914) и I степен (12 ноември 1915)
  - Сребърни пластинки към ордена Железен кръст (1939) – II (18 септември 1939) и I степен (29 септември 1939)
- Баварски орден „За военна заслуга“ (?) – IV степен с мечове (?)
- Рицарски кръст с дъбови листа
  - Носител на Рицарски кръст (29 юни 1940)
  - Носител на Дъбови листа № 731 (5 февруари 1945)
- Германско отличие „За зимна кампания на изтока 1941/42 г.“
- Упоменат 7-пъти в ежедневния доклад на Вермахтберихт (11 април, 7 август, 23 септември, 18 октомври, 19 октомври 1941, 10 септември 1943, 19 януари 1944)